# Mormolucoides articulatus
Mormolucoides articulatus là một loài côn trùng thuộc bộ Coleoptera. Loài này được Hitchcock miêu tả năm 1858.